# Ulrich Wilcken
Ulrich Wilcken (Stettin, 18 de diciembre de 1862- Baden-Baden, 10 de diciembre de 1944) fue un historiador y papirólogo alemán. 

## Biografía
Después de terminar sus estudios en historia antigua y oriental en la Universidad de Leipzig, la Universidad de Tubinga  y la Universidad de Berlín, Wilcken publicó en 1885 una tesis sobre el Egipto romano y obtuvo un doctorado en papirología en Berlín. Su principal catedrático universitario fue Theodor Mommsen, quien le apoyó en sus investigaciones. 
En 1889 fue nombrado catedrático de historia en Breslau, sucediendo a Eduard Meyer). En 1900, fue llamado a  Wurzburgo, en 1903 a la universidad de  Halle-Wittenberg (también en calidad de sucesor de  Eduard Meyer), en 1906 a Leipzig, en 1912 a Bonn y en 1915 a Múnich. En 1917, sucedió a Otto Hirschfeld en la universidad de Berlín a petición de aquel. Fue miembro de la Sociedad de Ciencias de Sajonia (a partir de 1906) y de la Academia Prusiana de Ciencias (desde 1921). 
Wilcken fue el pionero de la papirología grecorromana en Alemania. Con el apoyo de Mommsen, en 1899 reunió un vasto repertorio de piezas de ostraca y de actas escritas en papiros, que datan de la tolemaica. Colaboró con Ludwig Mitteis (introducción de la colección y de la selección en el lmedio universitario).

## Obras
- Observationes ad historiam Aegypti provinciae Romanae depromptae e papyris Graecis Berolinensibus ineditis. Haack, Berlín 1885.
- Ostraca grecques d'Égypte et de Nubie. Une contribution à l'histoire de l'économie antique. 2 volumes. Giesecke & Devrient, Leipzig 1899. Reproducción Hakkert, Ámsterdam 1970.
- Les grandes orientations de la Chrestomathie papyrus client. Volume 1: Historique de la partie (en dos partes). Leipzig 1912.(Volumen 2: parte jurídica de Ludwig Mitteis.)
- Histoire grecque dans le cadre de l'histoire de l'Antiquité Oldenbourg, Múnich, 1924; Edición 1962 (a través de Günther Klaffenbach).
- Actes de l'époque ptolémaïque (fouilles anciennes). 2 volúmenes, de Gruyter, Berlín 1927, Nachdruck 1977, ISBN  3-11-005711-5.
- Alexandre le Grand. Quelle & Meyer, Leipzig 1931.